# 僧保 (明朝宦官)
僧保（1393年—1449年），本名钱安，正统时期的内官监太监。

## 生平
洪武二十六年，出生。
建文三年，选入内廷。
永乐时期，明太祖赐名“僧保”，任奉御。
宣德时期，升至内官监太监。
正统十四年，死于土木堡之变。

## 亲属
- 钱仲兴（祖父）
- 许氏（祖母）
- 钱贵甫（父）
- 朱氏（母）
- 钱官保（长兄）
- 钱聚（次兄）
- 钱妙祥（妹）
- 钱寿（孙）